# 山崎彩
山崎 彩（やまざき あや、1984年1月15日 - ）は、タイムリーオフィス所属のフリーアナウンサー。
神奈川県大和市出身。身長 157cm、血液型A型。

## 人物
- かながわ旬菜ナビの食レポのとき、無意識にほおばりすぎていて、左薬指や左中指などで更に口に押し込む傾向がある。

## 現在の出演番組
- テレビ広報まるごと府中（2018年9月 - 現在、 J:COM 東京）-キャスター

## 過去の出演番組・作品
- 泳げ!ラジボラちゃん （かわさき市民放送）
- ひるたま（2008年10月30日、テレビ埼玉）
- カルチャーSHOwQ〜21世紀テレビ検定〜（2008年11月24日、東名阪ネット6）
- 朝まるJUST（2008年4月 - 2010年3月、チバテレビ） - 月〜火
- かながわ旬菜ナビ（2012年4月 - 2015年3月、テレビ神奈川） - 毎週日曜 午前9：00 - 9:30 再放送 翌日毎週月千葉テレビ曜日 午前10:00〜10:30
- JA Fresh Market（2014年8月16日・23日、FM横浜）
- hometown横浜（2010年5月1日 - ?、J:COM 横浜）
- 来夢来人〜ムード歌謡な夜〜（2010年7月6日 - ?、スターデジオSTATION400）
- ちょこっとやってまーす!（2016年4月16日 - 2017年4月2日、MBSラジオ）
- シャキット!（2016年4月4日 - 2017年3月31日、千葉テレビ放送）- 月〜火

### テレビドラマ
- 仮面ライダーギーツ 第33・39・40・43話（2023年4月 - 7月、テレビ朝日） - アナウンサー 役

### 配信ドラマ
- 地面師たち（2024年、Netflix） - 第1話レポーター 役

### PV
- さくまひでき 「いま守りたいもの」

## CD
- 「UNKNOWN」「log-in」（朗読ユニット「銀河朗読団」として）